# التون (میزوری)
التون، میسوری (به انگلیسی: Alton, Missouri) یک شهر در ایالات متحده آمریکا است که در میزوری واقع شده‌است.

## خصوصیات
التون ۴٫۱۲ کیلومترمربع مساحت و ۸۷۱ نفر جمعیت دارد و ۲۳۸ متر بالاتر از سطح دریا واقع شده‌است.